# Evan Carter
Evan Carter (Elizabethton, Tennessee, 29 de agosto de 2002) es un jugador profesional estadounidense de béisbol que se desempeña en la posición de jardinero central en Texas Rangers, equipo de las Grandes Ligas de Béisbol (MLB).

## Carrera
Fue seleccionado en la segunda ronda en el Draft de la MLB de 2020. En 2023 hizo su debut profesional con el equipo Texas Rangers, donde lleva jugando una temporada.